# Peterdi Imre
Peterdi Imre (Dunaújváros, 1980. május 31. –) magyar válogatott jégkorongjátékos.

## Karrier
Pályafutását a Dunaferr utánpótlás csapataiban kezdte Kercsó Árpád irányítása alatt. Az ezredforduló idején egy szezon erejéig a Tisza Volán csapatában játszott, bár továbbra is az újvárosi csapat edzésein vett részt. A rövid szegedi kölcsönjáték után visszatért nevelőegyesületéhez, ám 2005-ben az anyagi nehézségekkel küzdő Dunaújvárosból az Újpest csapatába igazolt. Miután lejárt a szerződése és a hazai csapatoktól nem kapott megfelelő ajánlatot, a lengyel első osztályú Naprzód Janów csapatában próbálta ki magát. A lengyelországi kaland nem tartott sokáig, a szezon végét már a frissen megalakult Acélbikákban fejezte be. 2008-ban tagja volt a vb szereplést kiharcoló válogatottnak. 2009-ben két régi újvárosi játékostársával együtt (Ladányi Balázs, Vas Márton) a székesfehérvári Alba Volánnal írtak alá szerződést. 2009-ben részt vett a magyar válogatottal a világbajnokságon, ahol két gólt szerzett. Majd 2010. február 1-jén leigazolta a Vasas Bp. Stars, ahol aznap este be is mutatkozott és győztes gólt szerzett, amellyel a Vasas 3–2-re múlta felül a Dab.Docler csapatát. A 2010-es divíziós vb-re készülő válogatott bő keretéből kimaradt, de pótlólag behívta Ted Sator kapitány. A lehetőséggel élt és kiharcolta az utazó csapatba kerülést. 2010. július 1-jén a Ferencvárosba igazolt.